# Flashback (film 2020)
Flashback, conosciuto anche col titolo The Education of Fredrick Fitzell, è un film del 2020 scritto e diretto da Christopher MacBride.

## Trama
Fred Fitzell e sua moglie Karen fanno visita alla madre di Fred in un ospedale dove soffre di un grave declino mentale. Fred fa un lavoro d'ufficio, ma inizia ad avere vividi flashback del liceo. Ricorda una ragazza di nome Cindy Williams e visita il liceo e chiede di lei a un bibliotecario. Il bibliotecario dice a Fred che Cindy è scomparsa dopo che una droga ha fatto il giro della scuola. Fred riceve più flashback e viene avvicinato da un senzatetto sfregiato nella sua auto mentre è parcheggiato in un vicolo.
Fred inizia ad avere ricordi di un bambino che gli è passato davanti al liceo e che sembra il giovane senzatetto. Fred ha ricordi disparati del bambino e del senzatetto in cui dicono una sola parola; quando Fred mette insieme queste parole, si combinano per dire "Sono/nella/tua/lobby". Fred visita l'atrio del suo appartamento con una mazza da baseball ed è sorpreso dal senzatetto. Fred ha varie visioni di una bocca e di essere sul pavimento guardato da Cindy e altri. Si sveglia dopo aver avuto un crollo mentale nell'atrio.
Fred si riconnette con i suoi amici del liceo e continua ad avere più flashback. Ha ricordi di aver fatto una droga chiamata mercurio (o mercenario) nel locale caldaia del suo liceo e di aver visitato un club per ottenere "mercanzia non tagliata". Vicino al club, Fred e Cindy parlano su un tetto di come la droga libera le persone dall'essere intrappolate. Nel presente, Fred ha difficoltà al lavoro e ha bisogno di fare una presentazione. Con i suoi amici del liceo, visita il club ormai abbandonato nel tentativo di scoprire cosa sia successo. Al club, Fred inizia ad avere flashback di aver preso un mercenario non tagliato al liceo. Trova abusivi senzatetto, incluso l'uomo sfregiato di prima, e trova Cindy. Gli dicono che non se n'è mai andato. Fred ha un flashback tra il senzatetto e il bambino, che al liceo ha preso grandi quantità di mercenari. Ha anche visioni della bocca e persone che lo guardano.
Fred mette insieme una serie di parole tratte dai ricordi del senzatetto e del bambino che gli dicono che esiste una forma di vita invasiva che costringe le persone a percepire il tempo in modo lineare (come un modo per controllarli vedendo i loro risultati come inevitabili) e che la droga permette alle persone di liberarsene temporaneamente e di vedere tutte le possibilità temporali. Fred si rende conto che al liceo ha avuto una brutta reazione al mercenario e ha preso una lampada e ha colpito il bambino in faccia, sfregiandogli il viso. Fred si sveglia a letto ai giorni nostri e si rende conto che ha poco tempo per finire la presentazione al lavoro. Quando inizia la sua presentazione, si vede di nuovo al liceo, dove sta sostenendo un esame finale. Ha un crollo simultaneo nel passato e nel presente.
Rendendosi conto che può viaggiare attraverso più linee temporali, Fred torna da Cindy al club abbandonato. I due si innamorano e vivono molte vite insieme e viaggiano in molti luoghi diversi, come il Medio Oriente e una villa mediterranea. Alla fine i due si svegliano nel presente al club abbandonato. Fred si rende conto che non può più viaggiare con Cindy e torna all'esame finale, dove va bene. Incontra sua moglie dopo l'esame e fa bene la presentazione al suo lavoro d'ufficio, portando infine lui e sua moglie a comprare una casa.
Fred finalmente si riconnette con sua madre in ospedale e si rende conto che la visione di una bocca che continua a vedere è di sua madre che gli urla contro da bambino quando era quasi caduto dalle scale. Sua madre ha un momento di lucidità e ricorda chi sia Fred e i due si collegano brevemente. Sua madre tuttavia muore poco dopo.

## Produzione
Le riprese del film, iniziate il 24 settembre 2018 e terminate nell'ottobre dello stesso anno, si sono svolte a Toronto.

## Promozione
Il primo trailer del film è stato diffuso il 14 aprile 2021.

## Distribuzione
La pellicola è stata presentata in concorso al Sitges - Festival internazionale del cinema fantastico della Catalogna l'8 ottobre 2020 col titolo originale The Education of Fredrick Fitzell; dal 4 giugno 2021 il film viene distribuito limitatamente nelle sale cinematografiche statunitensi e dall'8 giugno in direct to video.